# Achim Aurnhammer

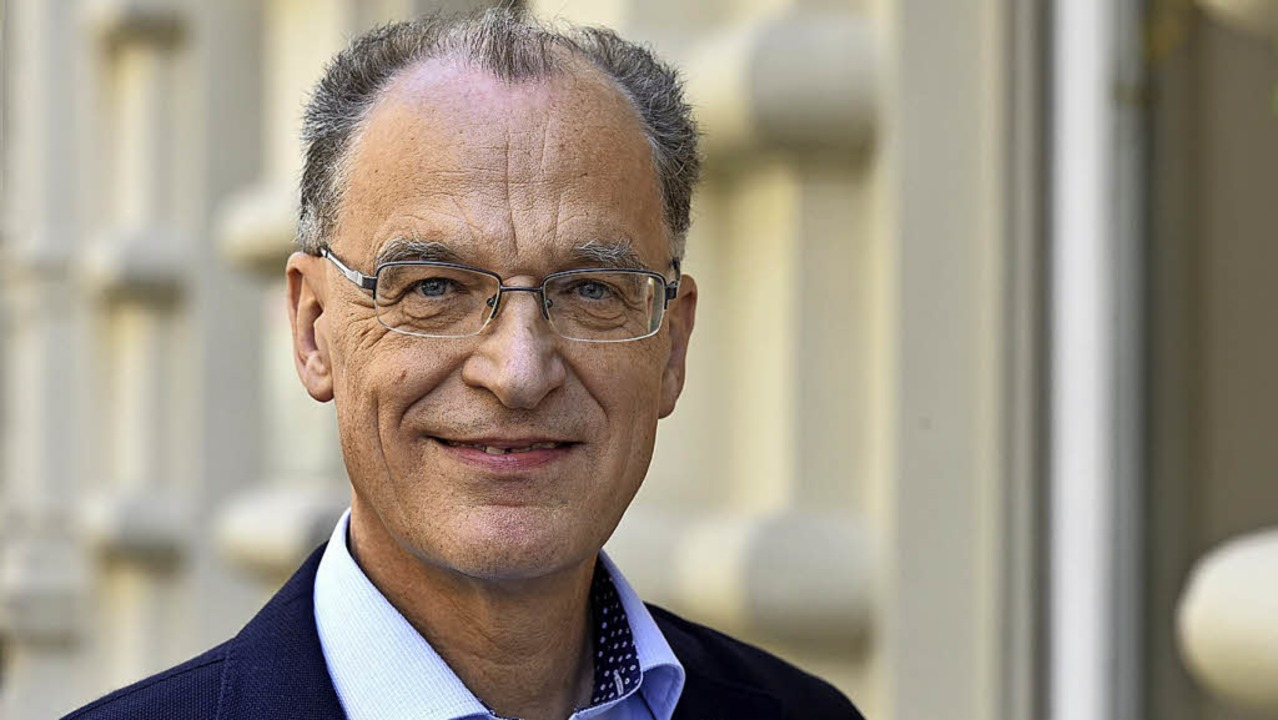
Achim Aurnhammer, 2018

Achim Aurnhammer (* 13. September 1952 in Kirchbrombach) ist ein germanistisch-komparatistischer Literaturwissenschaftler mit den Schwerpunkten Frühe Neuzeit, Jahrhundertwende/Expressionismus und Deutsch-Italienische Literaturbeziehungen. Seit 1992 ist er Lehrstuhlinhaber am Deutschen Seminar der Albert-Ludwigs-Universität Freiburg.

## Werdegang
Achim Aurnhammer wurde als Sohn des Chemikers Robert Aurnhammer und dessen Ehefrau Charlotte Lina, geb. Ihrig, in Kirchbrombach geboren und wuchs in Ludwigshafen am Rhein auf, wo sein Vater für die BASF tätig war. Er besuchte das Theodor-Heuss-Gymnasium in Ludwigshafen und erwarb dort 1971 das Abitur. Als Stipendiat der Studienstiftung des Deutschen Volkes studierte Aurnhammer von 1971 bis 1978 an den Universitäten Heidelberg und Florenz die Fächer Germanistik, Geschichte und Italienische Sprache. 1974/75 absolvierte er zudem eine photographische Ausbildung am Centro di Studi Tecnico-Cine-Fotografici in Florenz. Die Wissenschaftliche Prüfung für das Lehramt an Gymnasien (Deutsch, Geschichte, Italienisch) legte er 1977/78 ab.
Anschließend wurde Aurnhammer Wissenschaftlicher Angestellter am Germanistischen Seminar der Universität Heidelberg (Lehrstuhl Peter Michelsen). Mit einer Arbeit zur europäischen Motivgeschichte der Androgynie wurde er dort 1984 bei Michelsen promoviert. Von 1984 bis 1991 folgte, unterbrochen durch ein Habilitationsstipendium der DFG (1989/90), eine Hochschulassistenz an der Universität Heidelberg, an der sich Aurnhammer 1991 mit einer Arbeit zur Rezeption Torquato Tassos im deutschen Barock habilitierte.
Nach einer Vertretungsprofessur an der Freien Universität Berlin (Lehrstuhl Hans-Jürgen Schings) und einer Hochschuldozentur an der Universität Heidelberg (1991/92) wurde Aurnhammer 1992 als Ordinarius für Neuere Deutsche Literaturgeschichte an die Albert-Ludwigs-Universität Freiburg berufen. Dort lehrt er bis heute und übte alle Ämter in der akademischen Selbstverwaltung aus: Er war wiederholt Geschäftsführender Direktor des Deutschen Seminars, und zeitweise Prodekan (1994/95), Dekan (1995–1997) und Studiendekan (2008–2010) der Philologischen Fakultät.
Ab 2009 war Aurnhammer Projektleiter der DAAD-geförderten Germanistischen Institutspartnerschaft mit der Universität Lettlands in Riga (bis 2016) sowie Sprecher der Admoni-Graduiertenschule des DAAD in Riga für den germanistischen Nachwuchs im Baltikum (bis 2015), er wirkte von 2011 bis 2017 im Auswahlausschuss des DAAD für Ost- und Mitteleuropa mit und ist seit 2013 Projektleiter der DAAD-geförderten Germanistischen Institutspartnerschaft mit der Shanghai International Studies University. Zudem war Aurnhammer von 2013 bis 2015 Vorstandsmitglied der Wissenschaftlichen Gesellschaft in Freiburg und er leitet das am Deutschen Seminar angesiedelte Arthur Schnitzler-Archiv.
In den Jahren 2010/11 und 2012 war Aurnhammer Fellow bzw. Internal Senior Fellow am Freiburg Institute of Advanced Studies (FRIAS). Er engagiert sich seit 2012 als Mitantragsteller, Vorstandsmitglied und Teilprojektleiter im DFG-geförderten SFB 948 (›Helden – Heroisierungen – Heroismen‹), ebenfalls seit 2012 als Mitantragsteller und Vorstandsmitglied im DFG-geförderten Graduiertenkolleg 1767 (›Faktuales und Fiktionales Erzählen‹), und seit 2014 als Mitantragsteller im DFG-geförderten Internationalen Graduiertenkolleg 1956 (›Deutsch-russischer Kulturtransfer‹). Seit 2013 ist Aurnhammer Ordentliches Mitglied der Heidelberger Akademie der Wissenschaften.
Er lebt in Freiburg im Breisgau, ist verheiratet und hat zwei Kinder.

## Forschungsschwerpunkte
Methodologisch zeichnet sich Aurnhammers literaturwissenschaftliches Œuvre durch eine Synthese formalästhetischer, intertextueller und komparatistischer Interessen aus. Ebenso ausgeprägt ist seine Aufmerksamkeit für Fragen der Traditionsbildung, darunter der Antike-Rezeption, und für die Wechselwirkungen zwischen der Literatur und den bildenden Künsten.
Aurnhammer gehört zu den profiliertesten Italien-Kennern unter den deutschen Germanisten und ist vor allem für seine intensive, epochenübergreifende Erforschung der italienisch-deutschen Literatur- und Kulturbeziehungen, inklusive der Geschichte des Italienischunterrichts in Deutschland und der deutschen Italienreisen, bekannt. Von seinem italienisch-deutschen Schwerpunkt zeugen bereits seine Habilitationsschrift Torquato Tasso im deutschen Barock, die im Goethe-Museum Düsseldorf veranstaltete Gedenkausstellung zum 400. Todestag des Dichters Torquato Tasso in Deutschland, sowie mehrere Studien und Essays.
Es folgten zahlreiche Tagungen und Ausstellungen zur deutschen Rezeption Francesco Petrarcas, Giovanni Boccaccios, Ludovico Ariostos sowie zur Wirkungsgeschichte des italienischen Barockmalers Salvator Rosa.
Aurnhammers Studien zum deutschen Barock erstrecken sich vor allem auf die Gebiete der Antike- und Mythosrezeption, der Übersetzungsliteratur, der Kanonbildung und der Dichterikonographie. Im Rahmen seiner Forschungen über die deutsche Aufklärung im oberrheinischen Kulturraum hat sich Aurnhammer insbesondere mit Johann Georg Jacobi und Gottlieb Konrad Pfeffel befasst.
Ein weiterer Schwerpunkt bildet die Klassische Moderne. Bekannt ist Aurnhammer für seine bahnbrechenden Studien über Arthur Schnitzler als Leser sowie zur intertextuellen Faktur seines Werkes über die Rolle der Musik bei Schnitzler und dessen Filmarbeiten. Zusammen mit Ute Oelmann, Wolfgang Braungart und Stefan Breuer hat er das dreibändige Stefan George-Handbuch mitherausgegeben und im Rahmen des Freiburger SFB 948 über Heroisierungskonzepte bei Stefan George und seinem Kreis geforscht.
Aurnhammer ist Mitherausgeber des Killy Literaturlexikons, zahlreicher Sammelbände und Editionen sowie mehrerer akademischer Reihen, darunter Frühe Neuzeit (Tübingen: Niemeyer, ab Band 75), Neolatina (Tübingen: Narr), Klassische Moderne (Würzburg: Ergon), Bibliothek des Litterarischen Vereins in Stuttgart (Stuttgart: Hiersemann) sowie der Zeitschriften Studia austriaca und Studi Comparatistici.

## Publikationen (Auswahl)

### Monographien
- Androgynie. Studien zu einem Motiv in der europäischen Literatur (= Literatur und Leben. N. F. Band 30). Böhlau, Köln/Wien 1986, ISBN 3-412-01286-6 (Zugl.: Heidelberg, Univ., Diss., 1983/84 u.d.T.: Androgynie. Studien zu einem literarischen Motiv).
- Torquato Tasso im deutschen Barock (= Frühe Neuzeit. Band 13). Niemeyer, Tübingen 1994, ISBN 3-484-36513-7 (Zugl.: Heidelberg, Univ., Habil.-Schr., 1991).
- Petrarcas Katze. Die Geschichte des Kätzischen Petrarkismus. Manutius, Heidelberg 2005, ISBN 3-934877-43-5.
- mit C. J. Andreas Klein: Johann Georg Jacobi (1740–1814). Bibliographie und Briefverzeichnis (= Frühe Neuzeit. Band 166). De Gruyter, Berlin/Boston 2012, ISBN 978-3-11-026385-5.
- Arthur Schnitzlers intertextuelles Erzählen (= linguae & litterae. Band 22). De Gruyter, Berlin/Boston 2013, ISBN 978-3-11-030750-4.
- mit Nicolas Detering: Deutsche Literatur der Frühen Neuzeit. Humanismus, Barock. Frühaufklärung (= utb. Band 5024). Narr Francke Attempto, Tübingen 2019, ISBN 978-3-8252-5024-9 [623 S., 76 Abb.; der zweite Teil besteht aus einer Zusammenstellung von 167 kommentierten Texten].

### Herausgeberschaften
- Torquato Tasso in Deutschland. Seine Wirkung in Literatur, Kunst und Musik seit der Mitte des 18. Jahrhunderts (= Quellen und Forschungen zur Literatur- und Kulturgeschichte. Band 3 [237]). De Gruyter, Berlin/Boston 1995, ISBN 3-11-014546-4.
- mit Dieter Martin: Ludovico Ariosto: Historia vom Rasenden Roland. Übersetzt von Diederich von dem Werder (Leipzig 1632–1636). Herausgegeben und kommentiert (= Bibliothek des Litterarischen Vereins in Stuttgart. Bände 299–301). 3 Bände. Hiersemann, Stuttgart 2002, ISBN 3-7772-0216-9.
- Francesco Petrarca in Deutschland. Seine Wirkung in Literatur, Kunst und Musik (= Frühe Neuzeit. Band 118). Niemeyer, Tübingen 2006, ISBN 3-484-36618-4.
- mit Wilhelm Kühlmann und Hans-Georg Schmidt-Bergmann: Von der Spätaufklärung zur Badischen Revolution. Literarisches Leben in Baden 1800–1850. Rombach, Freiburg i. Br./Berlin/Wien 2010, ISBN 978-3-7930-9605-4.
- mit Hans-Jochen Schiewer: Die deutsche Griselda. Transformationen einer literarischen Figuration von Boccaccio bis zur Moderne (= Frühe Neuzeit. Band 146). De Gruyter, Berlin/Boston 2010, ISBN 978-3-11-023312-4.
- mit Wolfgang Braungart, Stefan Breuer und Ute Oelmann: Stefan George und sein Kreis. Ein Handbuch. 3 Bände. De Gruyter, Berlin/Boston 2012, ISBN 978-3-11-018461-7. Zweite, ergänzte Auflage 2016, ISBN 978-3-11-044101-7.
- mit Manfred Pfister: Heroen und Heroisierungen in der Renaissance (= Wolfenbütteler Abhandlungen zur Renaissanceforschung. Band 28). Harrassowitz, Wiesbaden 2013, ISBN 978-3-447-06772-0.
- mit Thorsten Fitzon: Lyrische Trauernarrative. Erzählte Verlusterfahrung in autofiktionalen Gedichtzyklen (= Faktuales und fiktionales Erzählen. 2). Ergon, Würzburg 2015, ISBN 978-3-95650-130-2.
- mit Giulia Cantarutti und Friedrich Vollhardt: Die drei Ringe: Entstehung, Wandel und Wirkung der Parabel in der europäischen Literatur und Kultur (= Frühe Neuzeit. Band 200). De Gruyter, Berlin/Boston 2016, ISBN 978-3-11-045267-9.
- mit Barbara Korte: Fremde Helden auf europäischen Bühnen (1600–1900) (= Helden – Heroisierungen – Heroismen. Band 5). Ergon, Würzburg 2017, ISBN 978-3-95650-219-4.